# Huérmeces del Cerro
Huérmeces del Cerro es un municipio y localidad española de la provincia de Guadalajara, en la comunidad autónoma de Castilla-La Mancha. El término municipal tiene una población de 42 habitantes (INE 2024).

## Geografía

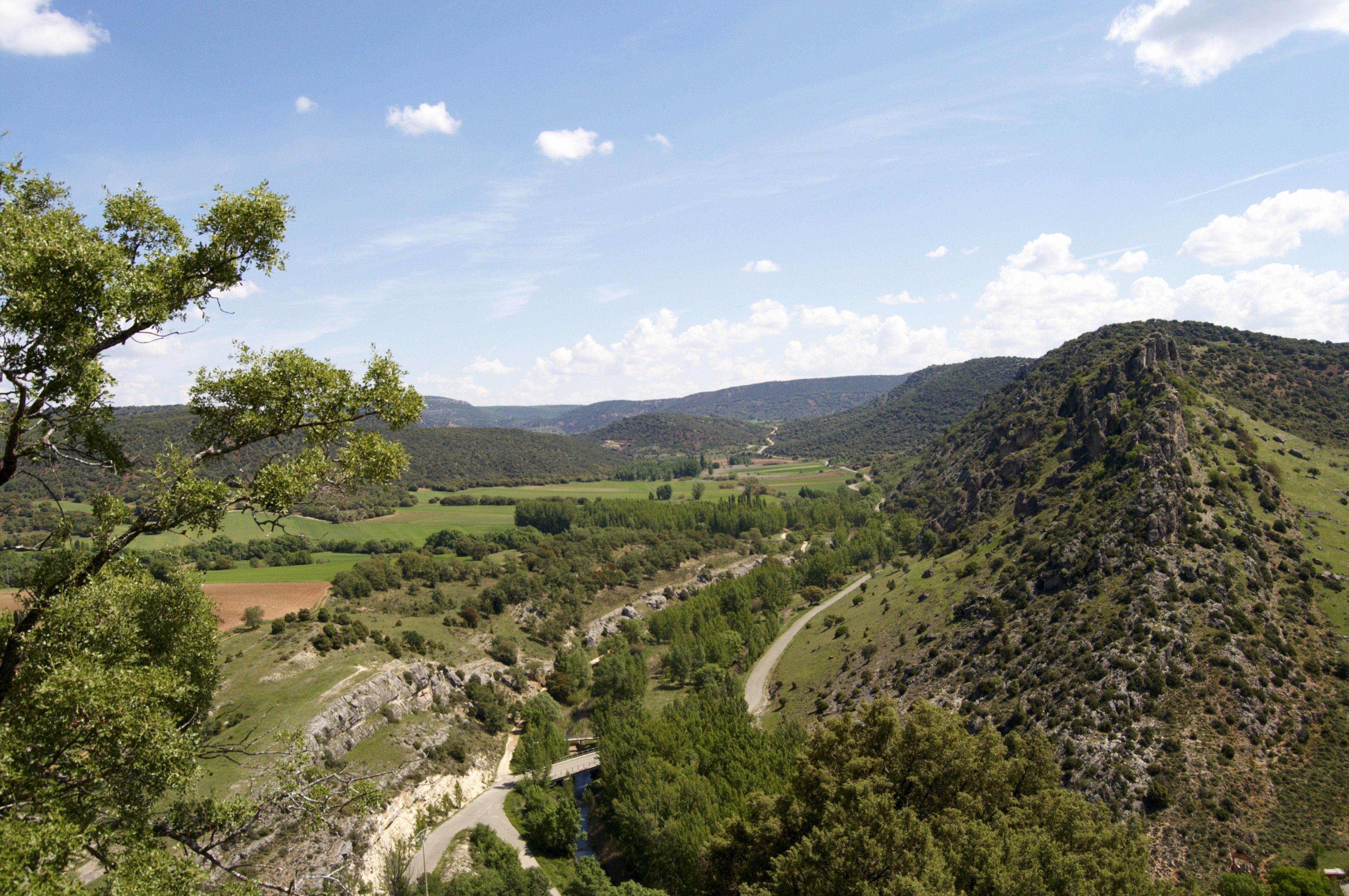
Valle del río Salado al norte de localidad, aguas abajo del embalse del Atance.

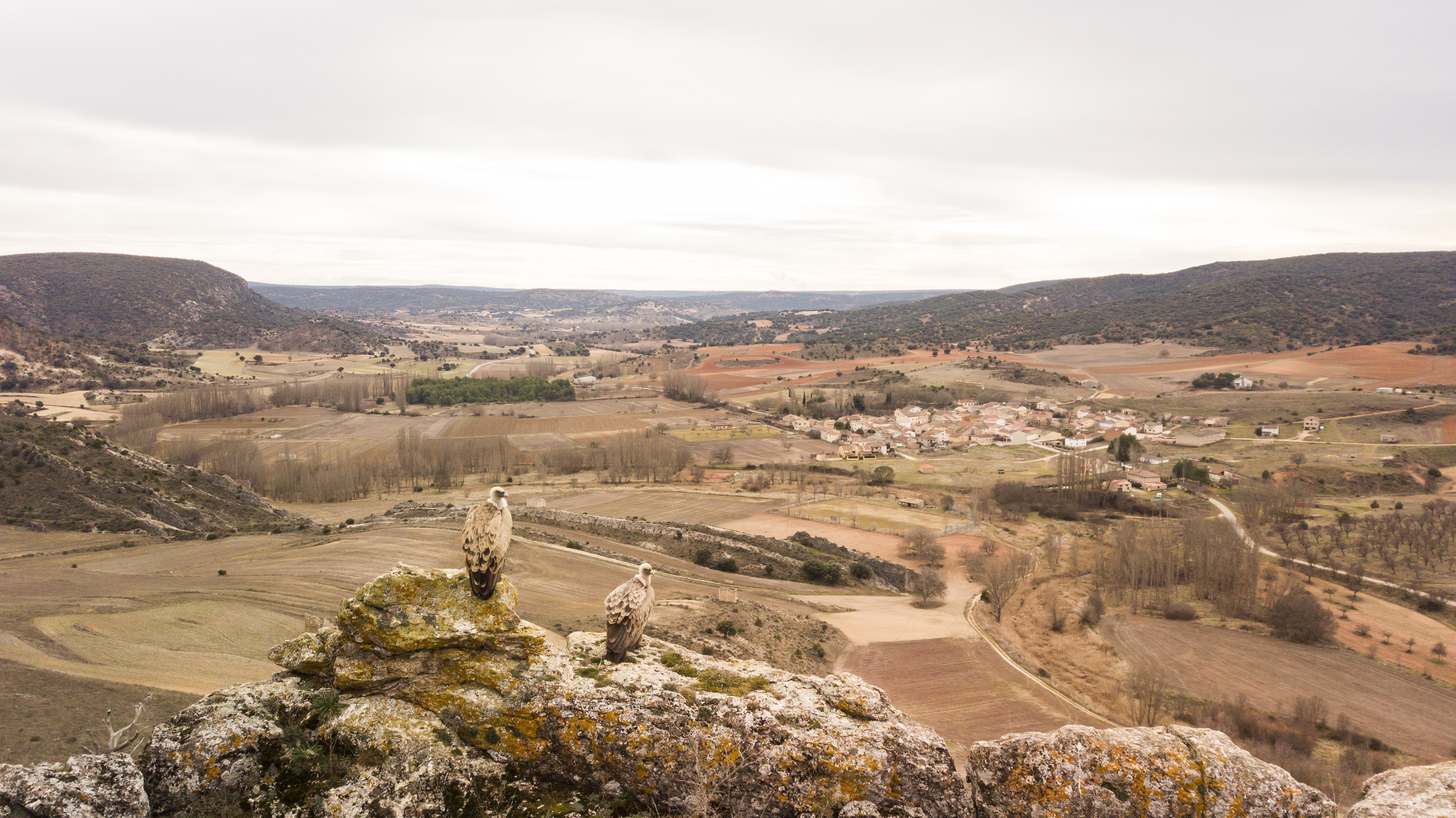
Vista de Huérmeces

La localidad se encuentra en el valle del río Salado, un afluente del Henares. Pertenece a la comarca de la Sierra Norte.

## Historia
Tras la conquista castellana de los Hidalgo perteneció a la comunidad de villa y tierra de Atienza hasta que con la creación del señorío de Jadraque pasó a esta nueva jurisdicción. Alcanzó el título de villa.
Hacia mediados del siglo XIX, el lugar tenía contabilizada una población de 259 habitantes. La localidad aparece descrita en el noveno volumen del Diccionario geográfico-estadístico-histórico de España y sus posesiones de Ultramar de Pascual Madoz de la siguiente manera:

HUERNECES: v. con ayunt. en la prov. de Guadalajara (9 leg.), part. jud. y dióc. de Sigüenza (2), aud. terr. de Madrid (19), c. g. de Castilla la Nueva: sit. entre dos montes sobre un cerrito que llaman de Sabina-palma; la combaten principalmente los vientos N. y S., su clima es húmedo, y las enfermedades mas comunes fiebres intermitentes: tiene 68 casas; la consistorial; una posada; escuela de instruccion primaria, frecuentada por 19 alumnos, á cargo de un maestro sin mas dotacion que la convenida con los padres de los discípulos; una fuente de buenas aguas; igl. parr. (Sta. Maria Magdalena), servida por un cura, cuya plaza es de provision real y ordinaria; hay un cementerio público situado fuera del pueblo á la parte del E. térm.: confina N. El Atance; E. Carabias; S. Vianilla, y O. Santiuste; dentro de esta circunferencia se encuentran las ermitas de La Soledad y San Roque, y el desp. del Henazar: el terreno es de mediana calidad, le baña el r. Salado, cuyo paso facilitan dos pontones; comprende dos montes tiulados Quemadillas y Cobatillas, con arbolado de encina, sabina y enebro; otro llamado el Henazar, poblado de encina y roble, una alameda, una deh. de pasto y un prado natural. caminos: los que dirigen á los pueblos limítrofes, Atienza, Jadraque y Sigüenza. correo: se recibe y despacha en la adm. de Sigüenza. prod. trigo, centeno, cebada, avena, garbanzos, guijas, yeros, patatas, judias y verduras; se cria ganado lanar, cabrio, vacuno y de cerda; caza de perdices y conejos, y en el r. algunos peces pequeños. ind. la agrícola y un molino harinero. comercio: esportacion del sobrante de frutos, algun ganado y lana, é importacion de los art. de consumo que faltan. pobl.: 60 vec., 259 alm. cap. prod.: 890,000 rs. imp.: 80,100. contr.: 5,204. presupuesto municipal 1,700: se cubre con los fondos de propios consistentes en la posada y molino harinero.
(Madoz, 1847, p. 294)

Hasta la reforma de la nomenclatura municipal de 1916 el municipio se llamaba simplemente Huérmeces. En dicha fecha su nombre fue modificado por el de Huérmeces del Cerro.

## Patrimonio
Quedan algunos vestigios de la torre del Lutuero, que fue destruida por las tropas del rey Fernando I en la misma incursión en la que en 1059 conquistaron temporalmente las plazas de Santiuste y Santamera a la taifa de Toledo, aunque fueron devueltas rápidamente por acuerdo entre Al-Mamún de Toledo y el rey castellano.
La iglesia es barroca y hay dos ermitas, la de la Soledad y la de san Roque.
Hay un albergue rural y en los acantilados del río Salado hay una buitrera. A la vera del camino salinero que se dirige a Atienza y del río Regacho se encuentran los restos del despoblado de El Henazar.
Huérmeces del Cerro se encuentra situado en la ruta de la Lana, entre Viana de Jadraque y Santiuste.

## Demografía
Huérmeces del Cerro cuenta con una población de 42 habitantes (INE 2024).
| Gráfica de evolución demográfica de Huérmeces del Cerro entre 1842 y 2021                                           |
| |
| Población de derecho según los censos de población del INE Población de hecho según los censos de población del INE |